# ماهر کنزاری
ماهر کنزاری (انگلیسی: Maher Kanzari؛ زادهٔ ۱۷ مارس ۱۹۷۳) مربی فوتبال اهل تونس است.
از باشگاه‌هایی که در آن بازی کرده‌است می‌توان به باشگاه فوتبال اسپرانس تونس، باشگاه فوتبال المعب تونس، باشگاه فوتبال الاهلی عربستان سعودی، باشگاه فوتبال النصر امارات، باشگاه فوتبال دبی اشاره کرد.
وی همچنین در تیم ملی فوتبال تیم ملی فوتبال تونس بازی کرده است.